# 仙鹤观六朝墓地
仙鹤观六朝墓地位于中国江苏省南京市东郊仙鹤门外仙鹤山东峰之下（峰巅旧有仙鹤观），今栖霞区仙林大学城南京师范大学仙林校区竹园餐厅西侧，为东晋时名臣高崧家族墓，墓共三座，均为砖室墓，由封门墙、甬道和墓室等组成，顶部分“凸”字形穹窿顶和“凸”字形券顶两种，其中编号M2的一座墓主为高崧及夫人谢氏，分别葬于泰和元年（366）和永和十二年（356）。该墓由南京市博物馆考古队主持发掘于1998年6～8月、9～12月，出土文物以玉器和金银器为主，为截止2013年中国国内发现的墓葬形制最完整，出土玉器、金银器最多的东晋贵族墓葬，并入选1998年全国十大考古新发现。